# Antitrago
En los mamíferos, incluyendo los seres humanos, el antitrago, también conocido con su conjugación en latín antitragus, es el nombre que recibe un pequeño tubérculo de cartílago que sobresale por encima de la parte visible del pabellón de la oreja y en posición opuesta al canal auditivo externo. El antitragus se encuentra justo por encima del lóbulo de la oreja y los puntos anteriormente. Está separada de la trago por la muesca intertrágica.

## Músculos
El músculo antitragicus, un músculo intrínseco de la oreja, surge de la parte exterior de la antitragus.
El musculus antitragus: músculo intrínseco del pabellón auricular se extiende desde el antitrago a la extremidad inferior del antihélix.